# Salzburg (Ausztria)
Salzburg (IPA: [ˈzaltsbʊɐ̯k]ⓘ; bajorul: Soizbuag) Ausztria Salzburg tartományának székhelye. A Salzburg-környék közigazgatási egységgel együtt alkotják a Salzburg tartomány öt „Gau”-ja közül a legészakibbat, Flachgaut. Északnyugaton Bajorországgal határos. 155 021 lakosával Bécs, Graz és Linz után a negyedik legnépesebb osztrák város. Agglomerációjában mintegy 210 000 ember él. Vonzáskörzete túlnyúlik a tartomány határain délnyugat-bajorországi és felsőausztriai területekre, a Salzburg-Berchtesgadener Land-Traunstein Eurorégió központja.
A várost gyakran Mozartstadtnak is nevezik, hiszen itt született, és rövid életének több mint a felét itt is töltötte Wolfgang Amadeus Mozart. Egy hercegérseki városbíró név szerinti említésével (eredetileg először 1120-30 táján) Salzburg tekinthető a mai Ausztria legrégibb városának. Mindenekelőtt a legkorábban benépesült Óvárosa és a Hellbrunni kastély rendelkezik különösen nagy múltra visszatekintő kulturális hagyományokkal. Itt található többek között:
- Ausztria legrégibb alagútja (Sigmundstor)
- Közép-Európa legnagyobb épen maradt középkori katonai építménye (Festung Hohensalzburg)
- A világ legrégebbi fennmaradt kötélvasútja (Reisszug).

Híres barokk építészetéről, jelentős és gazdag történelméről, különleges elhelyezkedése miatt pedig az Alpok kapujaként és Észak Rómájaként is emlegetik. Ezek miatt 1997-ben Salzburg városának történelmi központja a világörökség része lett.

## Földrajza

### Domborzata

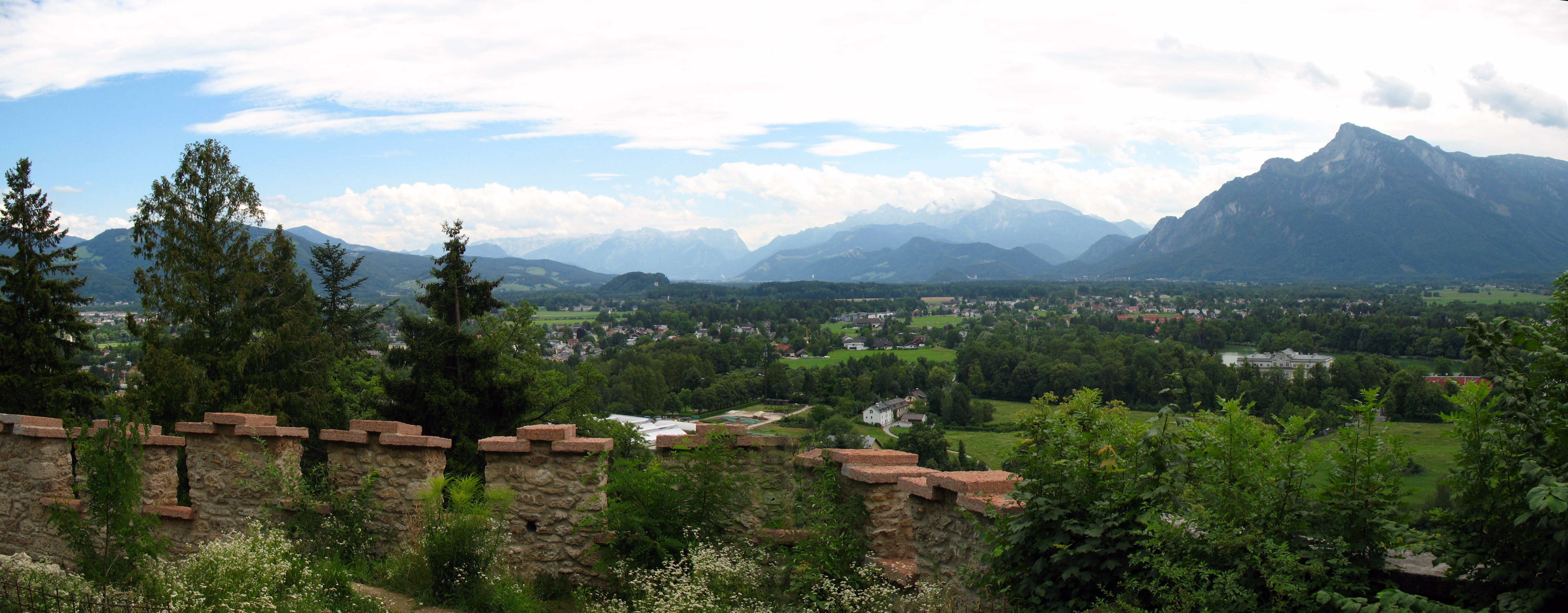
A környező vidék

Salzburg a Salzburgi-medence ölén fekszik. A Salzach és a beépítetlen hegyek Európa egyik legzöldebb városközpontjává teszik belvárosát. A belső hegyek közé tartozik a Várhegy (a várral), a Mönchsberg, a Rainberg és a Kapuzinerberg. A várostól délre fekszik a Helbrunner Berg.
A várostól délnyugatra magasodik az 1853 m magas Untersberg, délkeletre az 1288 méteres Gaisberg. Keleti irányban nem messze található Salzkammergut. Észak felé a Salzburgi-medence nyitott. A város ligetekkel búcsúzik a Salzachtól, amely innen Flachgau szelíd dombvidékén át folytatja útját. Itt áll még a Plainberg egy gyönyörű kálváriával, megkoronázva a búcsújáróhely Maria Plain templomával. A város északnyugaton Bajorországgal határos, itt a Salzach választja el a szomszéd városkától, Freilassingtól.

### Korai városfejlődés
Salzburg mai területe az újkőkorszak óta (kb. i. e. 4500) lakott. Mindenekelőtt a Rainbergen maradtak fenn folyamatos településnyomok az újkőkortől egészen a rómaiak bevonulásáig, amire i. e. 15-ben, Augustus császár uralkodása alatt került sor. Nagyobb településrészek helyezkedtek el a várhegyen és a Kapuzinerbergen is, melyek a kelta időkben közigazgatási központot képeztek. A város hegyeinek lakossága a rómaiak érkezése után az Óváros területére települt, és ott immár a római „Iuvavum” település fennhatósága alatt éltek. (A Iuvavum név nem a római istenség nevéből származik, hanem kelta eredetre vezethető vissza.) Salzburg kezdetben a Salzach bal partján fejlődött, ahol a folyó és a Mönchsberg kitűnő védelmet nyújtottak, és csak déli irányban volt szükség erős védelemre. Néhány évtizeddel később, Claudius császár idején a római Iuvavum már fontos közigazgatási központja volt az újonnan létrejött Noricum provinciának (a késő római időkben „Ufernoricum”) és egy municipium rangjával rendelkezett (Municipium Claudium Iuvavum). Salzburg volt az egyik legfontosabb város a Germániába vezető úton.

### Városszerkezet és városrészek
Salzburg ma tizennégy közigazgatási egységre, településre tagolható: Salzburg, Maxglan, Morzg, Gnigl, Itzling, Aigen, Liefering és Leopoldskron, valamint a környező Gaisberg, Heuberg, Bergheim, Hallwang, Siezenheim és Wals.

### Egyesítések a 20. században
1935. június 7-én a tartományi gyűlés törvényt fogadott el „Salzburg tartományi székhely területének bővítéséről”, amelynek hatálybalépésével több környező települést részben vagy egészben a városhoz csatoltak. Ezzel a lakosság lélekszáma 40 232-röl 63 275-re, területe pedig 8,79 km²-ről 24,9 km²-re nőtt.
Az egyesítések második hulláma 1939-ben (már az Anschluß után) zajlott, ekkor csatoltak a városhoz többek között olyan nevezetes, ma idegenforgalmi szempontból jelentős részeket, mint Hellbrunn és Leopoldskron. A város lakosainak száma ezzel 77 170-re emelkedett, területe pedig 1950-re elérte a 65,67 km²-t.
Érdekesség, hogy Anif község 1990-ben megtámadta Hellbrunn egykori náci elcsatolását, és visszakövetelte magának, ám sikertelenül.

### Éghajlat
| Hónap                                                     | Jan. | Feb. | Már. | Ápr. | Máj. | Jún. | Júl. | Aug. | Szep. | Okt. | Nov. | Dec. | Év   |
| --------------------------------------------------------- | ---- | ---- | ---- | ---- | ---- | ---- | ---- | ---- | ----- | ---- | ---- | ---- | ---- |
| Rekord max. hőmérséklet (°C)                              | 20,1 | 21,7 | 24,9 | 27,9 | 32,2 | 35,6 | 38,6 | 35,6 | 32,1  | 28,2 | 23,5 | 18,6 | 38,6 |
| Átlagos max. hőmérséklet (°C)                             | 3,2  | 5,6  | 10,4 | 14,3 | 19,9 | 22,2 | 24,4 | 24,2 | 20,1  | 14,8 | 7,8  | 4,0  | 14,3 |
| Átlagos min. hőmérséklet (°C)                             | −4,0 | −2,9 | 0,7  | 3,8  | 8,4  | 11,5 | 13,5 | 13,5 | 10,1  | 5,5  | 0,6  | −2,5 | 4,9  |
| Átl. csapadékmennyiség (mm)                               | 60   | 55   | 79   | 83   | 115  | 155  | 158  | 151  | 101   | 73   | 83   | 73   | 1184 |
| Havi napsütéses órák száma                                | 67   | 92   | 130  | 153  | 196  | 194  | 221  | 203  | 168   | 130  | 81   | 63   | 1697 |
| Forrás: Central Institute for Meteorology and Geodynamics |      |      |      |      |      |      |      |      |       |      |      |      |      |

## Történelem

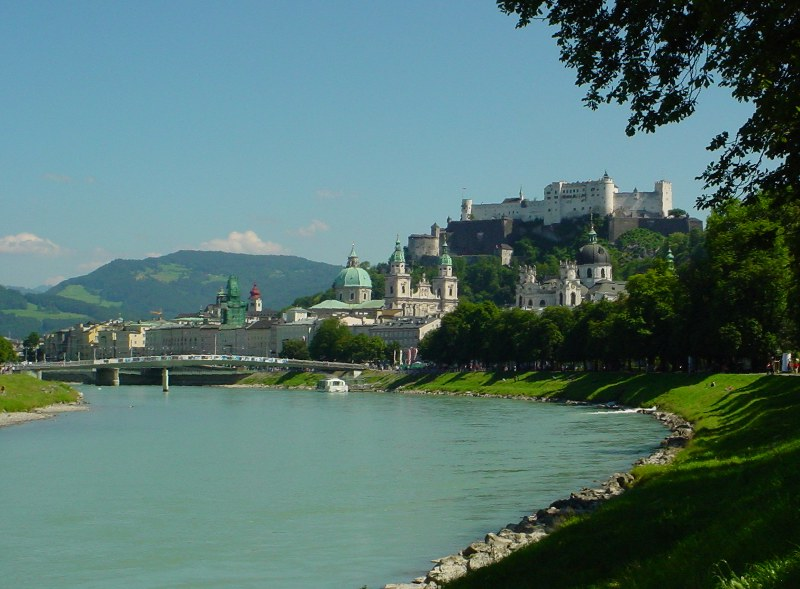
Salzburg a Salzach partjáról

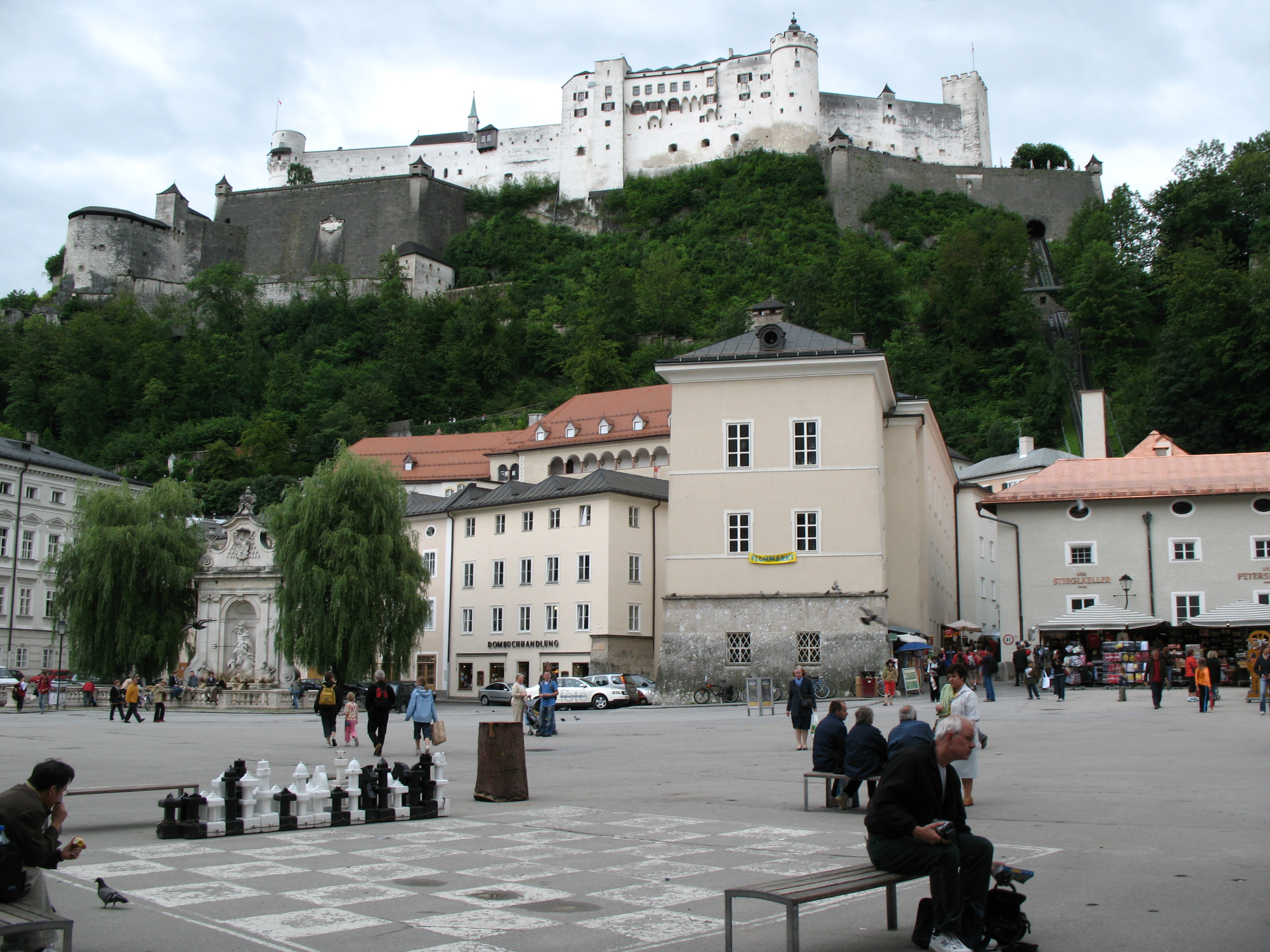
Főtér

### A kezdetek és a kora középkor
Salzburg területe az újkőkor óta lakott. I. e. 15-ben a kis önálló településeket a római Iuvavum város váltotta fel a Salzach partján.
Az i. sz. 5. században a városban már kolostor is volt Szent Péternek szentelve, melyet Salzburgi Szent Rupert szervezett újjá, 700-ban. A Salzburg név először 755-ben szerepelt. 739-től Salzburg püspöki székhely, első székesegyháza 774-re épült föl. 798. április 20-án III. Leó pápa Nagy Károly kérésére érseki rangra emelte a várost.

### Érett és későközépkor
A város ezután a Keleti Frank Királysághoz tartozott.
A Festung Hohensalzburg vár építését 1077-ben Gebhard érsek kezdte meg, amelyet utódai fejeztek be. Mivel 1076-ban Gebhard az invesztitúraharcban a pápa, 1077-ben pedig az ellenkirály, Sváb Rudolf oldalára állt, a harc befejeződése után hűtlenségéért IV. Henrik száműzte.
1166-ban II. Babenberg Konrád császári beleegyezés nélkül kezdte meg uralkodását Salzburgban, ezért Barbarossa Frigyes hűbéresei porig rombolták a várost, többek között a régi székesegyházban is súlyos károk keletkeztek.
1328-ban az érsek közbenjárásával a város hosszú időre önállósította magát a Német-római Birodalomban. Ettől kezdve az érsekség nagy szabadsággal rendelkezett, és hosszú ideig a Pápai Állam után a legjelentősebb egyházi állam volt Európában. Az 1348–49-es nagy pestisjárány Salzburgban is pusztított, ahogy egész Európában, amiben a város lakosságának harmada meghalt.
1481-ben III. Frigyes német-római császár engedélyezte a városnak a szabad bíró- és polgármester-választást. 1525-ben a német parasztháború elérte a várost, és három hónapra el is foglalták.

### Salzburg abarokkkorban
A barokk kor elején három nagy hatású hercegérsek teremtette meg a mai Salzburg városképének alapjait. Ez a nagy munka Wolf Dietrich von Raitenau (1587-1612), Markus Sittikus (1612-1619) és Paris von Lodron (1619-1653) érdeme. A régi óváros helyén új elrendezésben számos lakóházat, palotát és templomot építtettek, és több nagy tér is ekkor került kialakításra.
1756-ban itt látta meg a napvilágot a város talán legismertebb szülötte, Wolfgang Amadeus Mozart, aki 1769 és 1781 között a helyi érsek szolgálatában állt.
1772 és 1803 között – Franz Josef von Colloredo-Mannsfeld érsek kormányzása alatt – a város a késő felvilágosodás központjává vált. Ő hívott tudósokat és művészeket Salzburgba.
1805-ben a Berchtesgadeni Nagyfejedelemséggel együtt a Habsburg Birodalom annektálta. Ezt követően, októberben francia csapatok szállták meg, majd az austerlitzi csatát követő pozsonyi békeszerződésben, az osztrák területveszteségek ellensúlyozása érdekében Berchtesgadennel együtt a Habsburg Birodalom kapta meg. 1806-ban Salzburgi Hercegséggé alakul és I. Ferenc felvette a salzburgi herceg címet. Az ötödik koalíciós háború után, 1809-ben a wagrami csatát követően a Bajor Királyság fennhatósága alá került. Ezt a schönbrunni szerződés rögzítette.
A salzburgi régió Bajorország és Ausztria közötti sorsát az 1814-es párizsi békeszerződés rendezte. 1816-tól a Salzach folyótól keletre fekvői területek nagyobb részének adminisztrációja Salzburghoz került a felső-ausztriai Linztől, amíg 1850-ben újra nem alakították a Salzburgi Hercegséget.

### Első Köztársaság
Az első világháborút és az Osztrák–Magyar Monarchia felbomlását követően Salzburg, az új Német-ausztriai Köztársaság része lett. Ezt a Saint-germaini békeszerződés után az Első Osztrák Köztársaság váltotta fel. 1919-ben tartották az első szabad választást. 1921. május 29-én eredménytelen népszavazást tartottak arról, hogy a város (újra) csatlakozzon-e Németországhoz. A népszavazást a bécsi kormány az Antant nyomására megsemmisítette, mivel tiltotta Ausztriának a Németországgal való bármiféle egyesülést. 1920-ban megalapítják a Salzburgi Fesztivált, ami jelentősen hozzájárult Salzburg zenei világvárossá válásához.

### Anschluss
1938. március 12-én Németország magához csatolta Ausztriát. Március 11-én a késő esti órákban a salzburgi nemzetiszocialisták elfoglalták a városházát és átvették a hatalmat. A német hadsereg március 12-én hajnalban vonult be a városba, akiket a salzburgi lakosság örömujjongással fogadott. A Luftwaffe délelőtt 11 órakor Hitler üdvözletét tartalmazó szórólapokat dobtak a város fölé. Még aznap sor került számos salzburgi zsidó, kisebbségi és a náci rezsim más ellenfeleinek a letartóztatására és deportálására.

### Második világháború

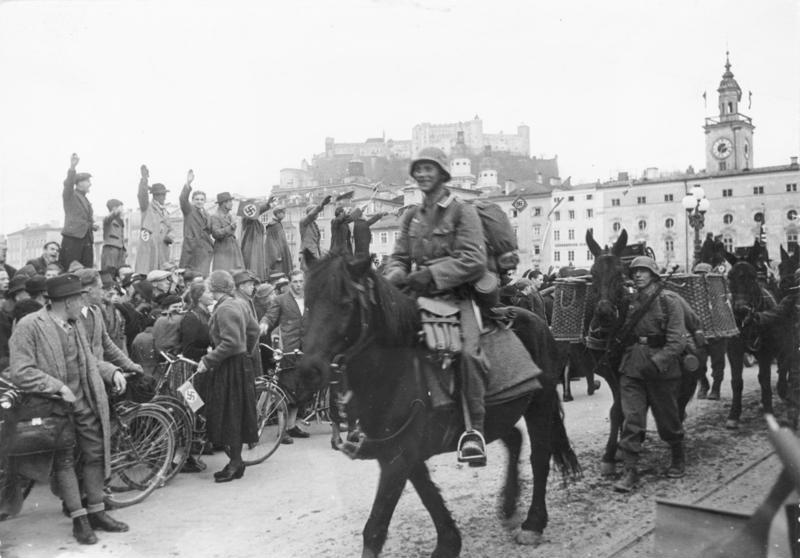
Német bevonulás 1938-ban

Miután Németország megtámadta a Szovjetuniót, a városban több hadifogolytábort rendeztek be a Szovjetunió és más ellenséges nemzetek foglyai számára. Maxglan városrészében egy cigány fogolytábort építettek. Ez egy munkatábor volt, ami ingyen munkaerőt biztosított a városi iparnak. Az itt dolgoztatott hadifoglyok tették jelentőssé a helyi hadigazdaságot. Salzburgban a Dachaui koncentrációs tábor öt altábora is helyet kapott. A szövetségesek 1944-ben kezdtél meg Salzburg bombázását. A bombázások 7600 házat romboltak le és 550 lakost öltek meg, főleg a vasúti pályaudvar környéki épületeket érintette a bombázások. A város hídjai és a Salzburgi dóm kupolája is megsemmisült. Az óváros nagy része épségben maradt, ennek eredményeként Salzburg egyike azon kevés városoknak, amik az eredeti állapotukban maradt fent. Hans Lepperdinger ezredes megmentette Salzburgot azzal, hogy május 4-én harc nélkül átadta a várost a szövetségeseknek, tudván ha nem így cselekszik, porig bombázzák az egész várost. Az amerikai egységek 1945. május 5-én vonultak be a városba, és ez lett az amerikai megszállási övezet ausztriai központja. Az amerikaiak felszabadították a fogolytáborokat és menekülttáborokat hoztak létre.

### Napjaink
A háború utáni években a várost a menekültek nyomorúsága jellemezte. A Marshall-tervnek köszönhetően gyorsan újjáépültek a lebombázott lakóházak és az infrastruktúra is. A lakáshiányt csak fokozatosan tudták új városrészek építésével enyhíteni. 1955-ben az amerikai csapatok elhagyták a várost, miután aláírták Bécsben az Osztrák államszerződést. 1962-ben újjáalakították az 1810-ben feloszlott egyetemet. Az ezt követő időszakban Salzburg a kereskedelem, a vásárok és az idegenforgalom miatt gazdaságilag sikeres és népszerű város lett. Ennek eredményeként 1996. szeptember 17-én az UNESCO Világörökséggé nyilvánította az óvárost.

## Népesség
Salzburg lakónépessége 2021. október 31-én 154 604 fő volt, ami Salzburg (tartomány) össznépességének 27,5%-át tette ki. A 2011-es népszámlálás óta 9334 fővel nőtt a város lakosság száma. Ebben az évben az egy km²-re jutó lakók száma, átlagosan 2355 ember volt. Salzburg népesség korösszetétele igen kedvezőtlen. 2021-ben a város lakónépességének a 12,9%-a 15 évnél fiatalabb, míg a 65 éven felülieké 20,9% volt. 2019-ben a férfiaknál 80,3, a nőknél 85 év volt a születéskor várható átlagos élettartam. 2025-ben a város lakónépességének 32,6%-a, mintegy 50 101 személy volt külföldi állampolgár.

## Látnivalók

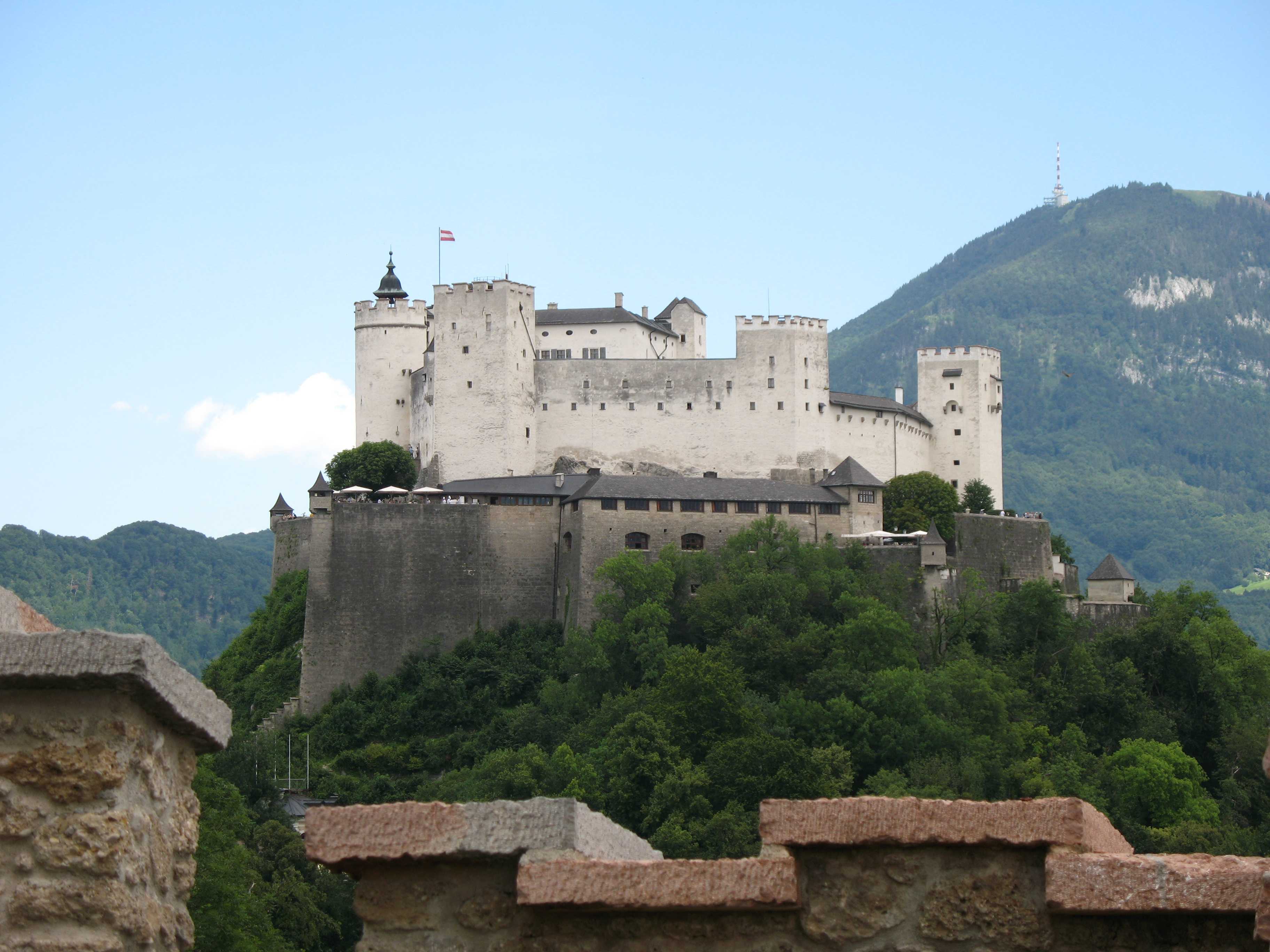
Hohensalzburg vára

### Hohensalzburg vára
Európa legnagyobb, teljes épségében megmaradt középkori építménye. Az eredetileg kisebb, fából készült várat 1077-ben Gebhard hercegérsek építtette az invesztitúraharc idején, majd a 11–13. század folyamán egyre több védfalat, bástyát toldottak hozzá. A bevehetetlennek tartott erőd mai méretét 1527-ben érte el, a 17. században pedig az északi oldal védelmi rendszerével bővült. 1816-tól a második világháborúig kaszárnyaként üzemelt.

### Főszékesegyház
A barokk stílusú Salzburgi dóm a Salzburgi főegyházmegye főszékesegyháza. Díszes homlokzata két toronnyal rendelkezik, amelyekben Ausztria legnagyobb össztömegű harangegyüttese található. A belül gazdagon dekorált templomot kívülről egyszerű konglomerátum burkolat és egy kupola díszíti. Befogadóképessége igen nagy, 900 ülőhellyel vagy 15 000 állóhellyel rendelkezik.

## Kultúra

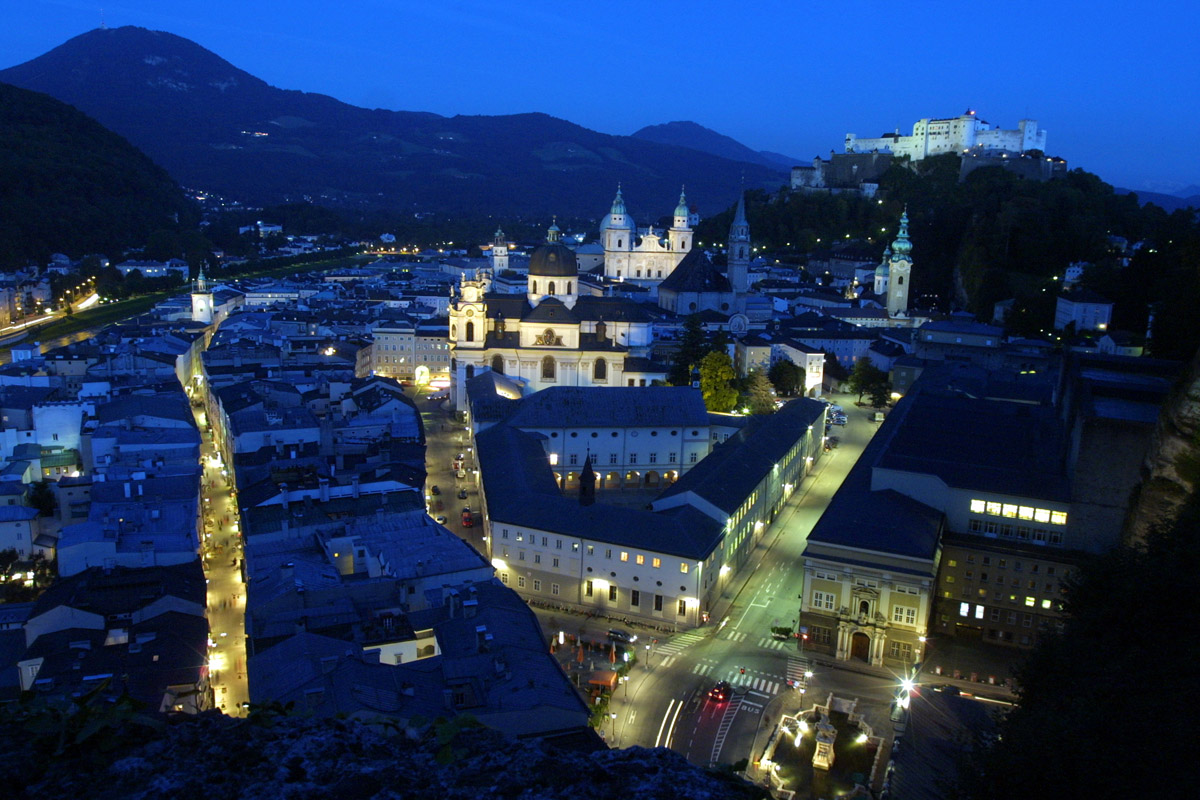
Kilátás a Mönchsbergről a salzburgi óvárosra

### Színházak
- Salzburgi színészház
- Nemzeti Színház
- Salzburgi Marionettszínház
- Zenekarház
- Salzburgi Utcai Színház
- Kis Színház

### Múzeumok
- Museum der Moderne Salzburg (modern művészetek múzeuma, két helyszínen: Rupertinum, Mönchsberg)
- A természet háza (Haus der Natur)
- Állatkert
- Csendes Éj múzeum
- DomQuartier Salzburg (Residenzgalerie Salzburg, Salzburgi Dóm Múzeum, Salzburgi Barokk Múzeum a Rossacher Gyűjteménnyel, Szent Péter Múzeum stb.)
- Salzburg Museum
- Játékmúzeum

### Salzburgi Ünnepi Játékok
A Salzburgi Ünnepi Játékok (Salzburger Festspiele) a világ egyik legjelentősebb zenei fesztiválja, melyet 1920 óta – néhány második világháborús évet kivéve – folyamatosan megrendeznek. A fesztivál minden nyár júliusának végén kezdődik, és öt hétig tart.

## Közlekedés

### Vasút
A Bécs-Salzburg vasútvonalat 1860. augusztus 1-jén nyitották meg, megalapozva vasúti csomóponti helyét a városnak. Augusztus 12-én aztán Rosenheim felé is megnyílt a Rosenheim–Salzburg-vasútvonal, majd később a folytatása is, a München–Rosenheim-vasútvonal München felé. 1873-tól szakaszosan megnyílt a Salzburg–Tirol-vasútvonal, majd 1876-ban a Salzburger Lokalbahn. A vasútvonalak a Salzburg Hauptbahnhofon futnak össze, amely a 2009–12 közötti átépítése során összekötötték a peronnal rendelkező csonkavágányokat, így személyvonatok számára teljes mértékben átjárható átmenő állomássá alakult át. Salzburgot EuroCity vonat köti össze Klagenfurttal, Münchennel, Béccsel. InterCity vonatok járnak a 2012-es menetrendváltással ismét Graz felé. Korridorvasút üzemel Németországon át Innsbruck felé.

### Közút
A város szerepkörét az Alpok völgyei és hágói által meghatározott közlekedési helyzetével alapozta meg. Tirol felé Németországon keresztül a Kleine deutsches Eck Bad Reichenhall érintésével és Großes deutsches Eck (kicsi és nagy német sarok) Rosenheim érintésével vezet korridorút. 1859-ig csak egy városi fahíd ívelt át a Salzach felett, ma itt áll a Staatsbrücke (Állami híd). 1859-ben nyílt meg a második híd a Karolinenbrücke, egy évvel később a vasúti híd. Az A1-es autópálya hídja a Karolinenbrücke és a Staatsbrücke ma is a legfontosabb három átkelő a 13 híd közül. A Mirabell kastélyhoz közeli modern Makartsteg gyalogos híd 2001-ben nyerte el mai formáját. A város az A1-es, A10-es osztrák és A8-as német autópályán közelíthető meg, illetve az 1-es, 150-es, 155-ös, 156-os, 158-as, 159-es, 160-as főúton.

### Parkolás
A város jelentős területe rövid parkolási zóna (Kurzparkzone) része, amit kék festéssel jelölnek. Hétfőtől péntekig 9-19 óra, szombaton 9-16 óra között fizetős a parkolás, és legfeljebb 3 órát szabad egyfolytában egy helyen várakozni. Az utcákon kevés felszíni parkoló található. A legtöbb parkolóhely mélygarázsokban létesült. Az óvárosban például a Mönichs-hegy alatt lévő Altstadtgaragen – Mönchsberg garázsban 1296 férőhely áll a rendelkezésre, míg a Mirabell-Congressnél 700. Ezekben általánosnak mondható a 2 m körüli magasságkorlátozás. A parkolási díj mértéke a parkolóházakban hosszabb várakozási idő esetén arányosan csökken. Ingyenes parkoló csak a város szélén álló P+R parkolókban és a szintén városszéli bevásárlóközpontoknál található, ahonnan busszal, trolibusszal, vagy vasúton lehet beutazni.
A Hellbrunni kastélynál félóra várakozás ingyenes.

### Közösségi közlekedés
A városban 1886-tól lóvasút közlekedett, amelyet később hét hónap alatt villamosítottak és 1909. május 4-én már villamosként működött. A vonalat 1916-ban és 1927-ben meghosszabbították. A belvárosban 1940. szeptember 25. és november 25. között a villamost három szakaszban trolibusz váltotta fel. Az utolsó villamos 1953. október 31-én közlekedett a még meglévő szakaszokon.
Ma a legtöbb útvonalon trolibuszok közlekednek. Az autóbuszok kevesebb vonalon járnak, és alternatív (gáz) meghajtásúak.
Salzburgot a személygépkocsi-forgalom folyamatos növekedése jellemzi. A megtett távolság és a tömegközlekedési utazások részaránya folyamatosan csökkent, 1995–2004 között 21%-ról 16%-ra, elérve a közép-európai átlagot. A közösségi közlekedéssel ellentétben nőtt a kerékpárral járók száma. A 38 busz és 72 trolibusz 117,3 km hosszú útvonalon közlekednek. 2005-ben 45 millió utast szállítottak.
Az S-Bahn rendszer szakaszos kiépítése 2004-ben kezdődött és 2014-re tervezték befejezését. A városba ingázók kiszolgálására a belvárosban folyamatosan alakítottak ki új megállókat a vasútvonalak mentén, könnyen elérhetővé téve őket. Az S-Bahn nemcsak az osztrák, hanem a németországi elővárosokat is eléri. Az S1-es vonal föld alatti végállomása már úgy épült meg, hogy az a jövőben egy metró, vagy földalatti vasút négy új megállójával – Mirabellplatz, Staatsbrücke, Residenzplatz és Nonnta – a belvárost is elérje. A beruházás 350 millió euróra tehető, amelyre a fedezet még nem biztosított. A vonatok ütemes menetrendben közlekednek 15-30 perces követési idővel.
| S1  | Salzburg Hbf (földalatti állomás) – Bürmoos – Lamprechtshausen |
| S11 | Salzburg Hbf (földalatti állomás) – Bürmoos – Trimmelkam       |
| S2  | Salzburg Hbf – Straßwalchen                                    |
| S3  | Bad Reichenhall – Freilassing – Salzburg – Golling-Abtenau     |
| S4  | Freilassing–Berchtesgaden Hbf                                  |

### Légi közlekedés
A városközponttól nyugatra található a repülőtér: Flughafen Salzburg, vagy Salzburg Airport W. A. Mozart néven ismert. 2007-ben 1 946 422 utas fordult meg, a legtöbb utas a téli síidőszakban veszi igénybe a repülőteret.

### Gyalogos, kerékpáros közlekedés
A történelmi óvárost gyalogos övezetként alakították ki, behajtani csak külön engedéllyel van mód. Az óvárosban fiáker közlekedik a Residenzplatzról indulva.
A kerékpáros útvonalakat 1991-től építették ki, a legszebb szakasza a Salzach folyót követő útvonal. A kerékpárosok száma nőtt: 1995–2008 között az összes közlekedő 12%-áról 20%-ra emelkedett.

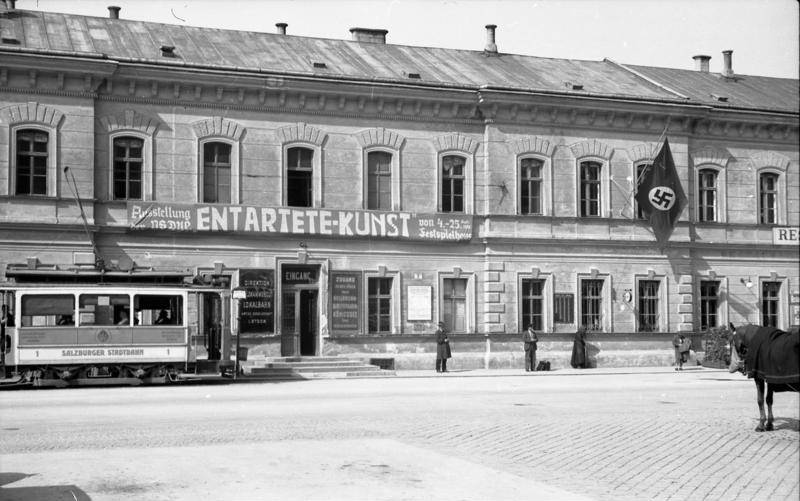
Az egykori villamos (1938)
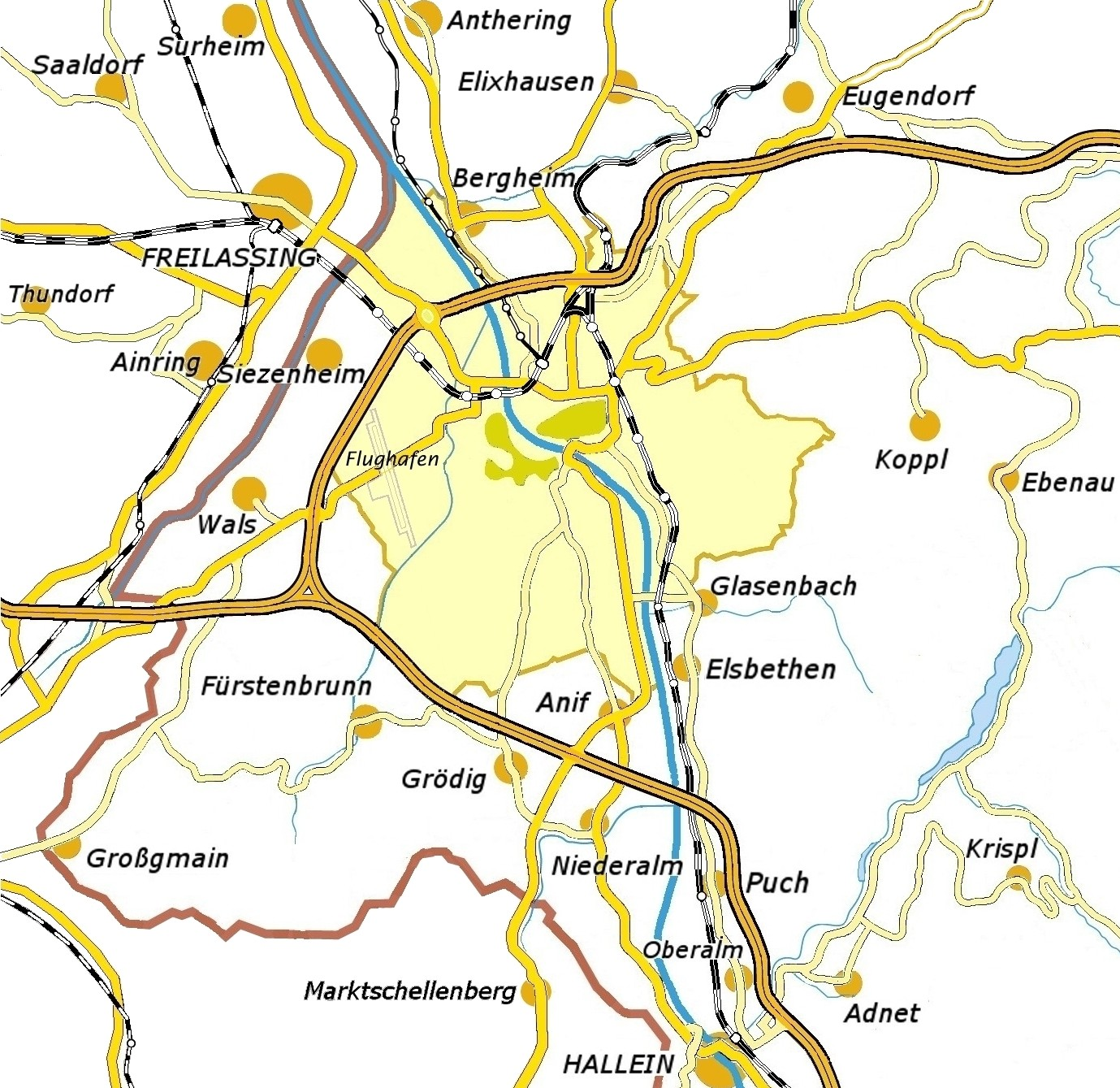
Salzburg közúti térképe
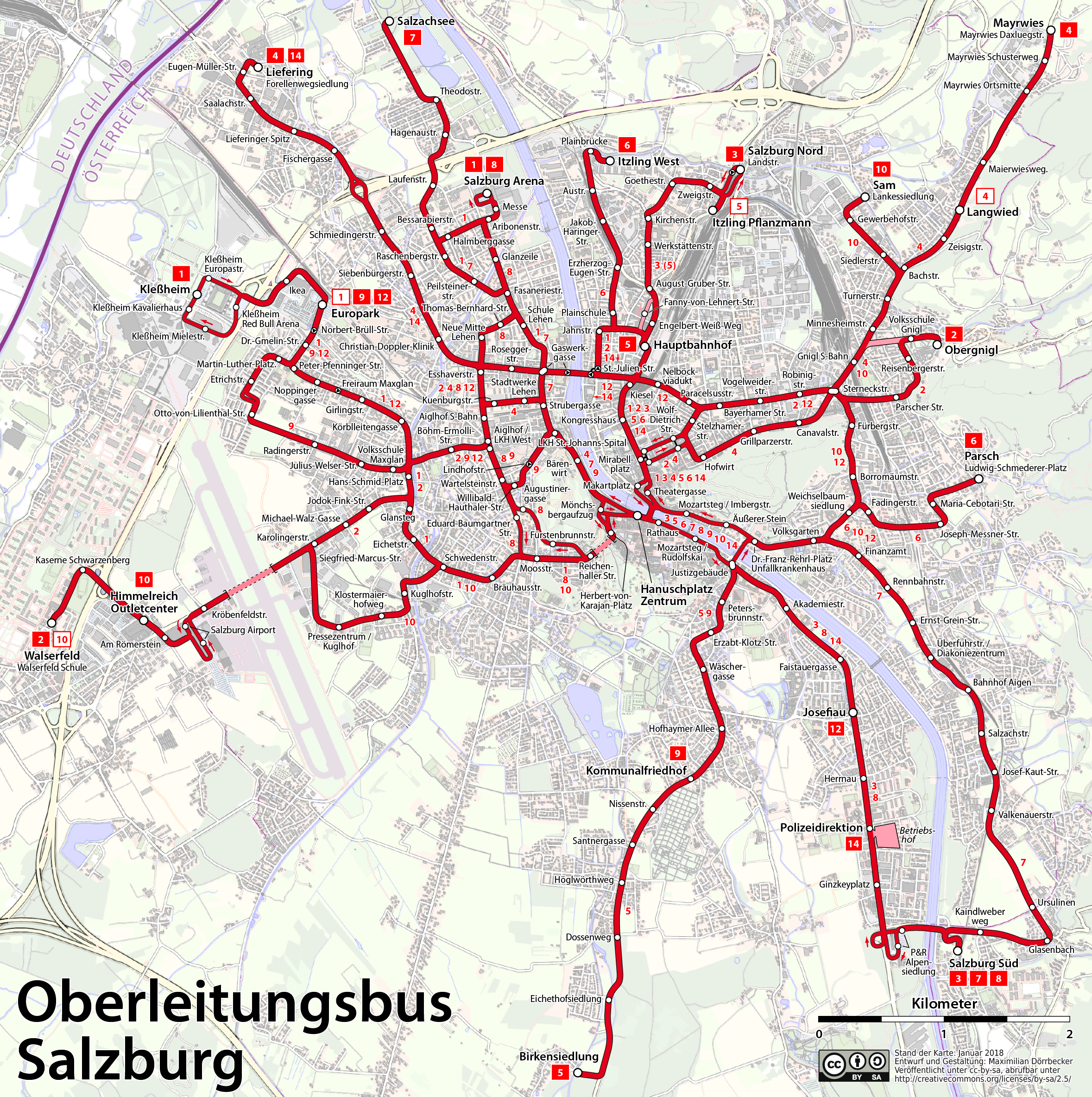
A trolibuszhálózat térképe
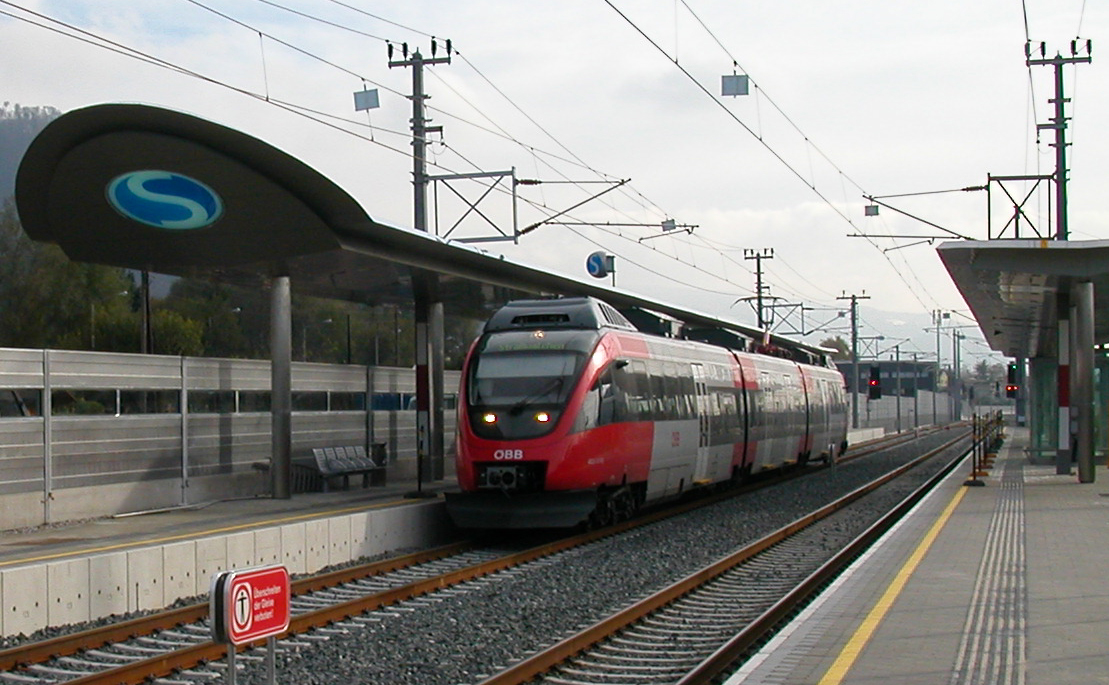
Az S-Bahn megállója, Salzburg Sam
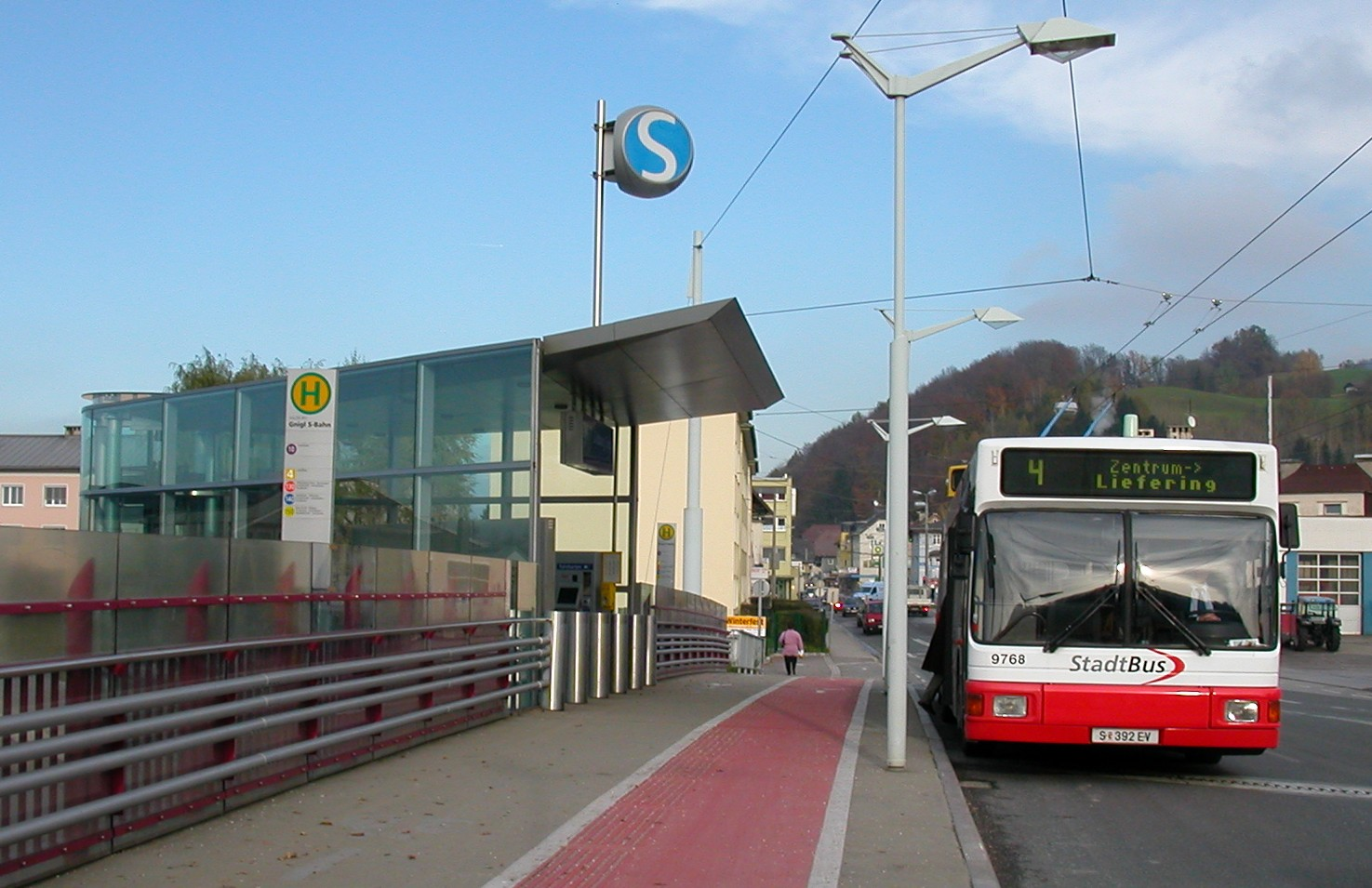
A salzburgi trolibusz, átszállás az S-Bahnra

## A város szülöttei
- Karl Aberle, orvos
- Karl Adrian, népművész

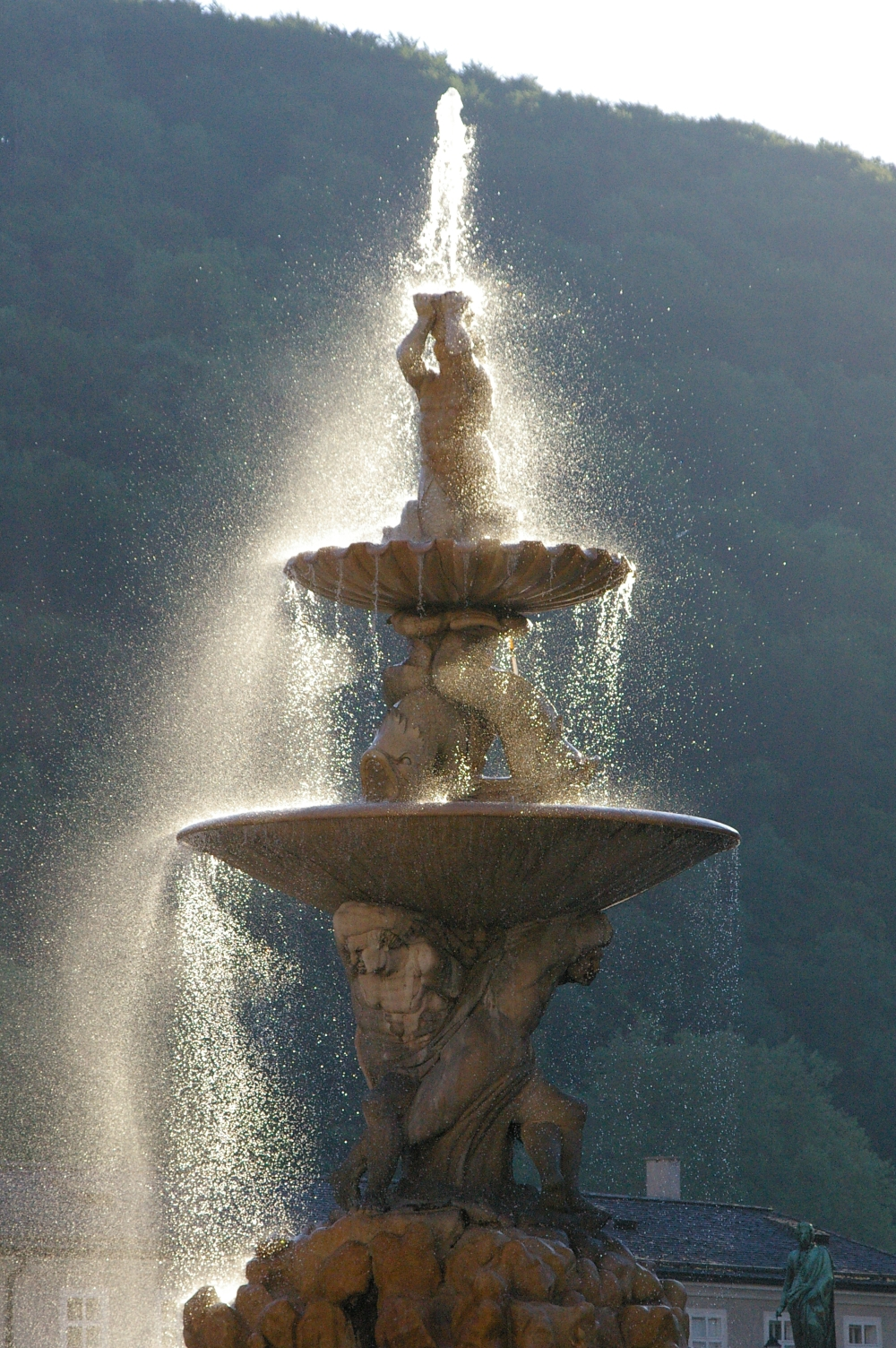
A Residenzbrunnen

A Mozarteum egyetem

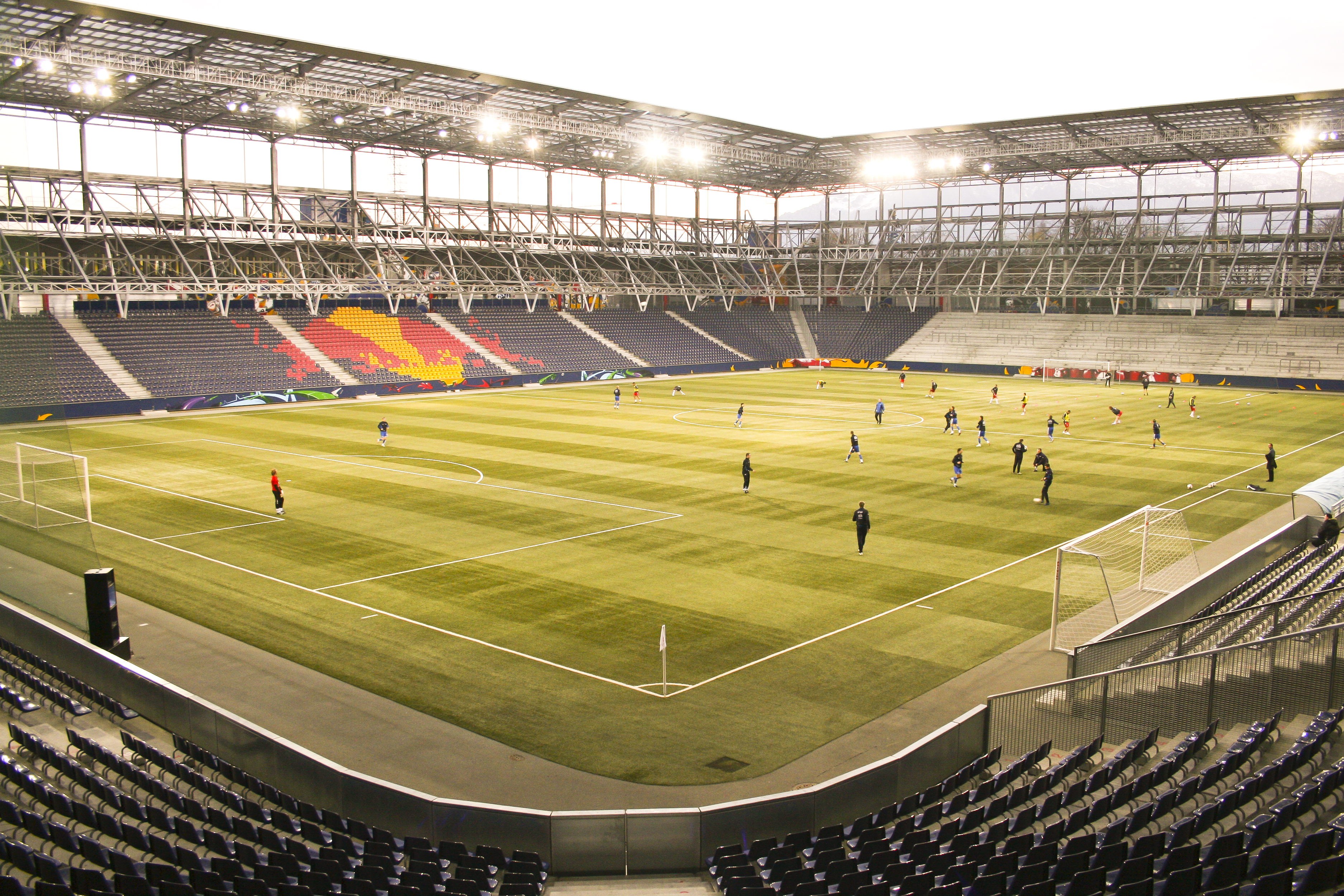
Az FC Red Bull Salzburg stadionja

- Edelsheim-Gyulai Lipót jogász, gyermekvédő, festő
- Gerd Bacher, újságíró
- Muriel Baumeister, színésznő
- Nik Berger, strandröplabda-játékos
- Virgil von Helmreichen zu Brunnfeld, felfedező
- Christian Doppler, fizikus és matematikus
- Johann Ignaz Egedacher, dél-német orgonakészítő
- Benita Ferrero-Waldner, politikus
- Cornelia Fischer, festő (1954–1977)
- Karl-Markus Gauß, publicista
- Gerald Herrmann, fényképész
- Wilhelm Holzbauer, építész
- Andreas Ibertsberger, nemzeti labdarúgó
- Herbert von Karajan, karmester
- Wolfgang von Karajan, zeneszerző
- Angelika Kirchschlager, opera-énekesnő
- Harald Krassnitzer, színész
- Genia Kühmeier, opera-énekesnő
- Sanel Kuljic, nemzeti labdarúgó
- Eduard Mainoni, politikus
- Hans Makart, festő
- Franz Mazura, operaénekes
- Joseph Mohr, költő
- Maria Anna Mozart, Wolfgang Amadeus Mozart nővére
- Wolfgang Amadeus Mozart, csodagyerek muzsikus, zeneszerző
- Walter Müller (Literat), író
- I. Ottó görög király
- Berthold Pürstinger, Chiemsee püspöke
- Roland Ratzenberger, Formula–1-es pilóta
- Lois Renner, fényképész
- Joseph Russegger, geológus
- Andrea Spatzek, színésznő
- Josef Thorak, nemzetiszocialista szobrász
- Georg Trakl, költő
- Irma von Troll-Borostyáni(wd), nőjogi aktivista, író, újságíró
- Johannes Voggenhuber, politikus
- Andreas Wimberger, színész

## Sport
A város leghíresebb labdarúgó csapata az FC Red Bull Salzburg. A csapat korábban Casino Salzburg néven szerepelt, és bejutott az 1994-es UEFA-kupa döntőjébe, ahol 1–0-ra kikapott az Internazionalétól. 2005-ben a Red Bull megvette a csapatot, és innentől Red Bull Salzburg néven szerepel a csapat. A csapat hazai pályája a Red Bull Arena, amely a 2008-as Európa-bajnokságon több mérkőzésnek is helyszínéül szolgált.
A város megpályázta a 2010. évi téli olimpiai játékok rendezését, de azt végül Vancouver nyerte el.
Illetve a EC Red Bull Salzburg, jégkorong csapat. Ami az elmúlt években az osztrák elsőszámú jégkorong ligában remekül szerepel. 2022-ben döntőt is játszik, az egyetlen magyar csapattal a ligában, az Av 19 Fehérvárral. Székhelye az Eishalle Salzburg

## Média
Az ORF tévének van itt helyi kirendeltsége. A magántelevíziók 1995 óta működnek: SAFE kábeltelevízió (ma Salzburg AG) és a Signal.
- Salzburger Nachrichten (újság)
- Korona Újság
- Salzburger Volkszeitung (újság)
- Salzburger Fenster
- Stadtblatt Salzburg
- Echo Tv
- Welle 1 rádió
- Antenne Salzburg
- Radio Arabella Salzburg
- Radiofabrik

## Könyvtárak
- Salzburgi város könyvtár
- Egyetemi könyvtár

## Testvértelepülések

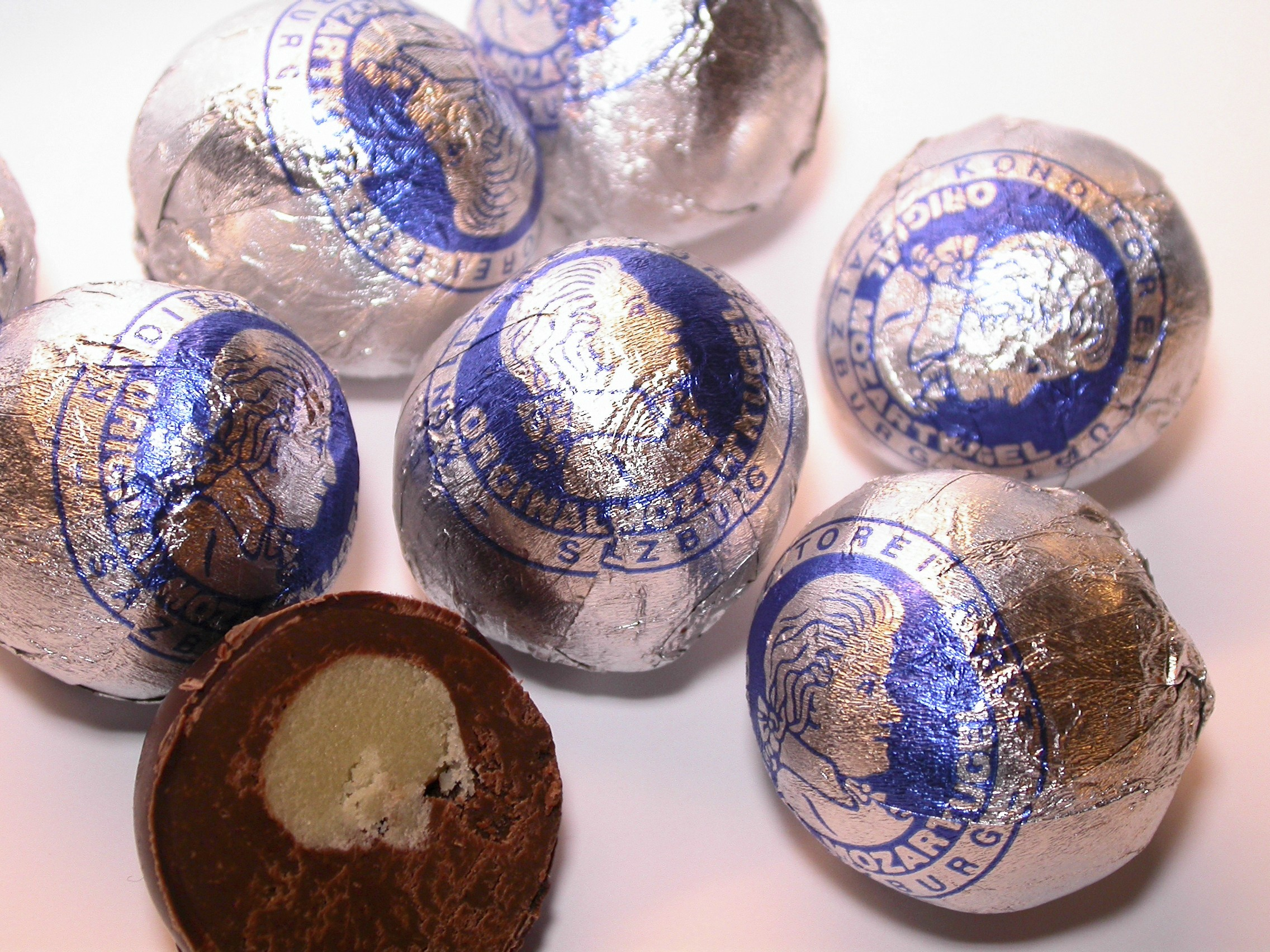
Mozart-golyó

- Reims, Franciaország (1964)
- Atlanta, USA (1967)
- Verona, Olaszország (1973)
- León, Nicaragua (1984)
- Szingida, Tanzánia (1984)
- Busseto, Olaszország (1988)
- Vilnius, Litvánia (1989)
- Drezda, Németország (1991)
- Kavaszaki (Kanagava), Japán (1992)
- Merano, Olaszország (2000)
- Sanghaj, Kína (2004)
- Bern, Svájc (2006)

## Fordítás
- Ez a szócikk részben vagy egészben a Salzburg című német Wikipédia-szócikk fordításán alapul.  Az eredeti cikk szerkesztőit annak laptörténete sorolja fel. Ez a jelzés csupán a megfogalmazás eredetét és a szerzői jogokat jelzi, nem szolgál a cikkben szereplő információk forrásmegjelöléseként.